# Copa Pepe Reyes
La Copa Pepe Reyes (en inglés y de manera oficial Pepe Reyes Cup), más conocida como la Supercopa de Gibraltar es un torneo de fútbol organizado por la Asociación de Fútbol de Gibraltar (GFA) desde el año 1999.  El torneo enfrenta anualmente en el Estadio Victoria, antes del inicio de temporada, al campeón de la Rock Cup y de la Gibraltar Football League de la temporada anterior.
Si un equipo hace un doblete (Copa y Liga), el partido se disputa entre el campeón de ambos torneos y el subcampeón de la Gibraltar Football League.
Recibe el nombre de Copa Pepe Reyes en honor a José Reyes, presidente de la GFA durante los años noventa.

## Historia
El fútbol en Gibraltar se remonta al año 1892, fecha en la que el personal militar británico asentado en el territorio comenzó a disputar sus primeros partidos bajo una agrupación con el nombre de Prince of Wales Football Club. Para 1895 el número de clubes creció tanto que se creó la Gibraltar Civilian Football Association  y un torneo —predecesor del actual—, la Merchants Cup (Copa de Comerciantes),  en cuya primera edición participaron 8 clubes y tuvo a Gibraltar Football Club como campeón.

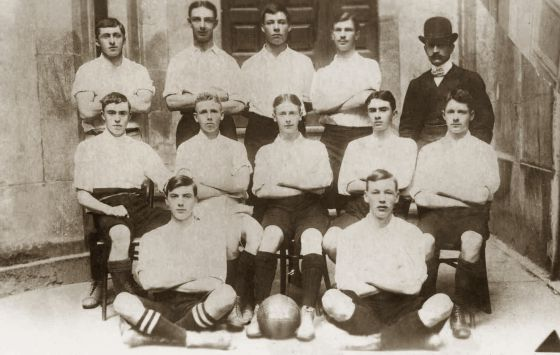
El Exiles Cable Club, equipo formado por ingleses de Vigo, campeón en las temporadas 1899-1900 y 1901-1902.

Recibió la denominación de Copa de Comerciantes por la donación del trofeo por parte de la Asociación de Comerciantes de Gibraltar. En un inicio se estableció que únicamente pudiera ser disputada por clubes civiles locales —británicos por ende— y que estuvieran adscritos a la asociación. La primera final, ya que se disputaba bajo sistema de eliminación directa, jugada entre Gibraltar Football Club y Jubile Football Club, fue presenciada por 1 500 espectadores. La condición marcada de «civil» era consecuencia del carácter militar de muchos clubes de foot-ball ingleses de la época, en la península ibérica, quienes importaron este deporte desde las islas británicas. El factor tenía especial relevancia entonces ya que no existía ningún campo para uso civil y, entre el transcurso de un campeonato y otro, cada año los diferentes clubes disputaban encuentros frente a otros equipos de marinos. Fue en 1902 cuando uno de los cuatro terrenos adecuados para la práctica fue declarado de uso civil, así los clubes conformados pudieron jugar fuera del período oficial del torneo en el North Front.
Este fue el primer torneo gibraltareño hasta que en 1907 se estableció, de facto, el campeonato de liga bajo el nombre de Gibraltar Foot-Ball League bajo la aprobación de la Asociación de Fútbol de Inglaterra (en inglés: The Football Association), y a la que se afilió en 1909. El establecimiento de una liga propia le permitía ser considerado para ingresar a la UEFA, hecho que no se produjo por la negativa de España, en conflicto con el Reino Unido por la soberanía de Gibraltar; que dio con la normativa de que el ente europeo no aceptaría a ningún territorio no aceptado por la ONU como independiente. El conflicto no se solucionó hasta 2006, y finalmente en 2013 la Asociación de Fútbol de Gibraltar fue admitida como miembro pleno.
Desde la formación del campeonato se ha disputado casi de manera ininterrumpida, salvo en contadas ocasiones, y es considerado como uno de los torneos más antiguos de fútbol, teniendo en cuenta la citada Merchants Cup. Debido a su rápido asentamiento y la formación de nuevos clubes, en 1909 se dividió en dos categorías, la Primera y la Segunda División, mientras que la primigenia Merchants Cup pasó a ser la competición de copa del territorio, renombrada como Rock Cup en 1936; pese a ello, sus primeras ediciones son consideradas parte de la liga.
Más tarde, en el año 2000, se decidió implementar un nuevo torneo, que se jugaría antes del inicio de la temporada, entre el campeón de la Primera División y de la Rock Cup de la temporada anterior. Este nuevo torneo recibió el nombre de Copa Pepe Reyes en honor a José Reyes, presidente de la GFA durante los años noventa.

## Lista de campeones
| Edición | Campeón                     | Resultado          | Subcampeón                 |
| ------- | --------------------------- | ------------------ | -------------------------- |
| 2000    | Glacis United.              | 2 – 2 (6–5 pen.)   | Gibraltar United           |
| 2001    | Lincoln.                    | 3 – 1              | Gibraltar United           |
| 2002    | Newcastle Gibraltar United. | 2 – 0              | Gibraltar United           |
| 2003    | Manchester United.          | 1 – 0              | Newcastle Gibraltar United |
| 2004    | Newcastle Gibraltar United. | 3 – 1              | Gibraltar United           |
| 2005    | Glacis United.              | 1 – 1 (¿?–¿? pen.) | Newcastle Gibraltar United |
| 2006    | Manchester United.          | 2 – 2 (4–2 pen.)   | Newcastle Gibraltar United |
| 2007    | Newcastle Gibraltar United. | 3 – 1              | Manchester United          |
| 2008    | Lincoln.                    | 3 – 1              | Manchester United          |
| 2009    | Lincoln.                    | 3 – 1              | Gibraltar United           |
| 2010    | Lincoln.                    | 1 – 0              | St. Joseph's               |
| 2011    | Lincoln.                    | 1 – 1 (5–4 pen.)   | Glacis United              |
| 2012    |                             | No se disputó      |                            |
| 2013    | St. Joseph's.               | 2 – 0              | Lincoln Red Imps           |
| 2014    | Lincoln Red Imps.           | 2 – 2 (11–10 pen.) | St. Joseph's               |
| 2015    | Lincoln Red Imps            | 3 – 2              | Europa                     |
| 2016    | Europa.                     | 2 – 0              | Lincoln Red Imps           |
| 2017    | Lincoln Red Imps.           | 2 – 2 (3–1 pen.)   | Europa                     |
| 2018    | Europa                      | 1 – 1 (4–2 pen.)   | Lincoln Red Imps           |
| 2019    | Europa                      | 1-0                | Lincoln Red Imps           |
| 2020    |                             | No se disputó      |                            |
| 2021    | Europa                      | 3-1                | Lincoln Red Imps           |
| 2022    | Lincoln Red Imps            | 1-0                | Europa                     |
| 2023    | Bruno's Magpies             | 1-0                | Lincoln Red Imps           |
| 2024    | St. Joseph's                | 1-1 (4–3 pen.)     | Lincoln Red Imps           |

## Títulos por club
| Pos. | Club             | Títulos | Finales | Años en los que fue campeón                                            |
| ---- | ---------------- | ------- | ------- | ---------------------------------------------------------------------- |
| 1    | Lincoln Red Imps | 12      | 10      | 2001, 2002, 2004, 2007, 2008, 2009, 2010, 2011, 2014, 2015, 2017, 2022 |
| 2    | Europa F. C.     | 4       | 3       | 2016, 2018, 2019, 2021                                                 |
| 3    | Manchester 62    | 2       | 2       | 2003, 2006                                                             |
| 4    | St. Joseph's     | 2       | 2       | 2013, 2024                                                             |
| 5    | Glacis United    | 2       | 1       | 2000, 2005                                                             |
| 6    | Bruno's Magpies  | 1       | 0       | 2023                                                                   |
| 7    | Gibraltar United | 0       | 5       |                                                                        |

## Estadísticas

### Goleadores por temporada
| Temporada | Jugador                | Club             | Goles |
| --------- | ---------------------- | ---------------- | ----- |
| 2015      | Lee Casciaro           | Lincoln Red Imps | 2     |
| 2016      | Enrique Gómez          | Europa           | 2     |
| 2017      | Enrique Gómez          | Europa           | 2     |
| 2017      | Rafael Aranda          | Lincoln Red Imps | 2     |
| 2018.     | Rubén Blanco Rodríguez | Europa           | 1     |
| 2019.     | Liam Walker            | Europa           | 1     |
| 2021.     | Rico Domínguez         | Europa           | 2     |
| 2022.     | Liam Walker            | Lincoln Red Imps | 1     |
| 2023.     | Seba Díaz              | Bruno's Magpies  | 1     |
| 2024      | Manuel Sánchez         | St. Joseph's     | 1     |
| 2024      | Ethan Britto           | Lincoln Red Imps | 1     |

1. ↑  Tjay De Barr marcó un autogol jugando para Europa en la Copa Pepe Reyes